# Кацуба Володимир Михайлович
Володимир Михайлович Кацуба (нар. 14 липня 1957 р., с. Березівка, Климовського району, Брянської області, Росія) — Народний депутат України, член Партії регіонів (до 2014 року), пізніше — депутатської групи "Партія «Відродження», колишній голова Дергачівської райдержадміністрації, колишній військовослужбовець, замполіт транспортної авіації ЗС СРСР, підполковник запасу (прослужив 15 років у радянській армії).
1972-го приїхав вступати до університету Харкова. Живе в Україні.

## Освіта
- 1976 — Харківський автодорожній технікум, спеціальність — технік-будівельник
- 1979 — Харківське вище військово-авіаційне училище зв'язку, спеціальність — інженер-зв'язківець
- 1981—1987 — навчання у Харківському національному університеті ім. Каразіна. Отримав диплом викладача з історії суспільнознавства.

## Трудова діяльність
- 1976 — майстер по будівництву та експлуатації доріг Дергачівської залізниці Харківської області.
- 1976 — 1991 — служба в армії. Замполіт у транспортній авіації ЗС СРСР
- 1992 — 1993 рр. — заступник голови виробничого кооперативу «Полюс» м. Харків
- 1993 —1995 рр. — комерційний директор АТЗТ «ГЕЯ», Харків
- 1995 — 1997 рр. — комерційний директор ЗАТ «Трансенерго», Кривий Ріг, Дніпропетровська область
- 1997 — 2001 рр. — заступник голови ТОВ «Відродження», Харків
- 2001 — заступник директора малого підприємства «Радуга», Харків
- 2001 — 2006 рр. — генеральний директор ТОВ Науково-виробнича фірма «Техпроект», Дергачі Харківська область
- 2006 — 2007 рр. — радник голови Харківської облради
- 2007[3][4] — 2012 рр. — голова Дергачівської райдержадміністрації[5]
- 2010 р. — був обраний депутатом Харківської облради, член постійної комісії з питань розвитку місцевого самоврядування, адміністративно-територіального устрою, регламенту та депутатської діяльності
- 2012 р. — Глава Дергачівської громадської організації «Майбутнє будуємо разом»
- На парламентських виборах 2012-го обраний народним депутатом України від Партії регіонів за одномандатним мажоритарним виборчим округом № 175 (54,84 % голосів).[6]
- 16 січня 2014 року був серед тих народних депутатів, що головували за Диктаторські закони, які були вкрай негативно оцінені суспільством.
- На позачергових парламентських виборах 2014-го обраний народним депутатом України, як самовисуванець, за одномандатним мажоритарним виборчим округом № 175 (35,17 % голосів).[7]
- З грудня 2014 року — член Комітету Верховної Ради України з питань економічної політики[8]
- 2 грудня 2014 проголосував замість іншого депутата[9] і став першим депутатом 8-го скликання, упійманим на «кнопкодавстві» (голосуванні чужою карткою).[10]
- 8 грудня 2020 - був обраний головою Харківської районної ради Харківської області.

## Сім'я
- Розлучений, раніше був одружений з Кацубою Наталією Іванівною, комерційному директору ТОВ «Восток-цемент».
- Син — Кацуба Сергій Володимирович, нардеп України 7-го скликання.
- Син — Кацуба Олександр Володимирович, заступник Голови НАК «Нафтогаз», член Партії регіонів.